# Acanthurus blochii
Acanthurus blochii е вид бодлоперка от семейство Acanthuridae. Видът не е застрашен от изчезване.

## Разпространение и местообитание
Разпространен е в Австралия, Американска Самоа, Британска индоокеанска територия, Бруней, Вануату, Виетнам, Гуам, Джибути, Йемен, Източен Тимор, Индонезия, Кения, Кирибати (Гилбъртови острови, Лайн и Феникс), Кокосови острови, Коморски острови, Мавриций, Мадагаскар, Майот, Малайзия, Малки далечни острови на САЩ (Атол Джонстън, Лайн, Мидуей, Остров Бейкър, Уейк и Хауленд), Маршалови острови, Микронезия, Мозамбик, Науру, Ниуе, Нова Каледония, Остров Рождество, Острови Кук, Палау, Папуа Нова Гвинея, Реюнион, Самоа, САЩ (Хавайски острови), Северни Мариански острови, Сейшели, Соломонови острови, Сомалия, Острови Спратли, Токелау, Тонга, Тувалу, Уолис и Футуна, Фиджи, Филипини, Френска Полинезия, Френски южни и антарктически територии (Нормандски острови), Южна Африка и Япония.
Обитава морета, лагуни, рифове и крайбрежия. Среща се на дълбочина от 2 до 15 m, при температура на водата от 22,5 до 29 °C и соленост 32,3 – 35,3 ‰.

## Описание
На дължина достигат до 45 cm.
Продължителността им на живот е около 35 години. Популацията на вида е стабилна.